# Roberto del Sacro Imperio Romano Germánico

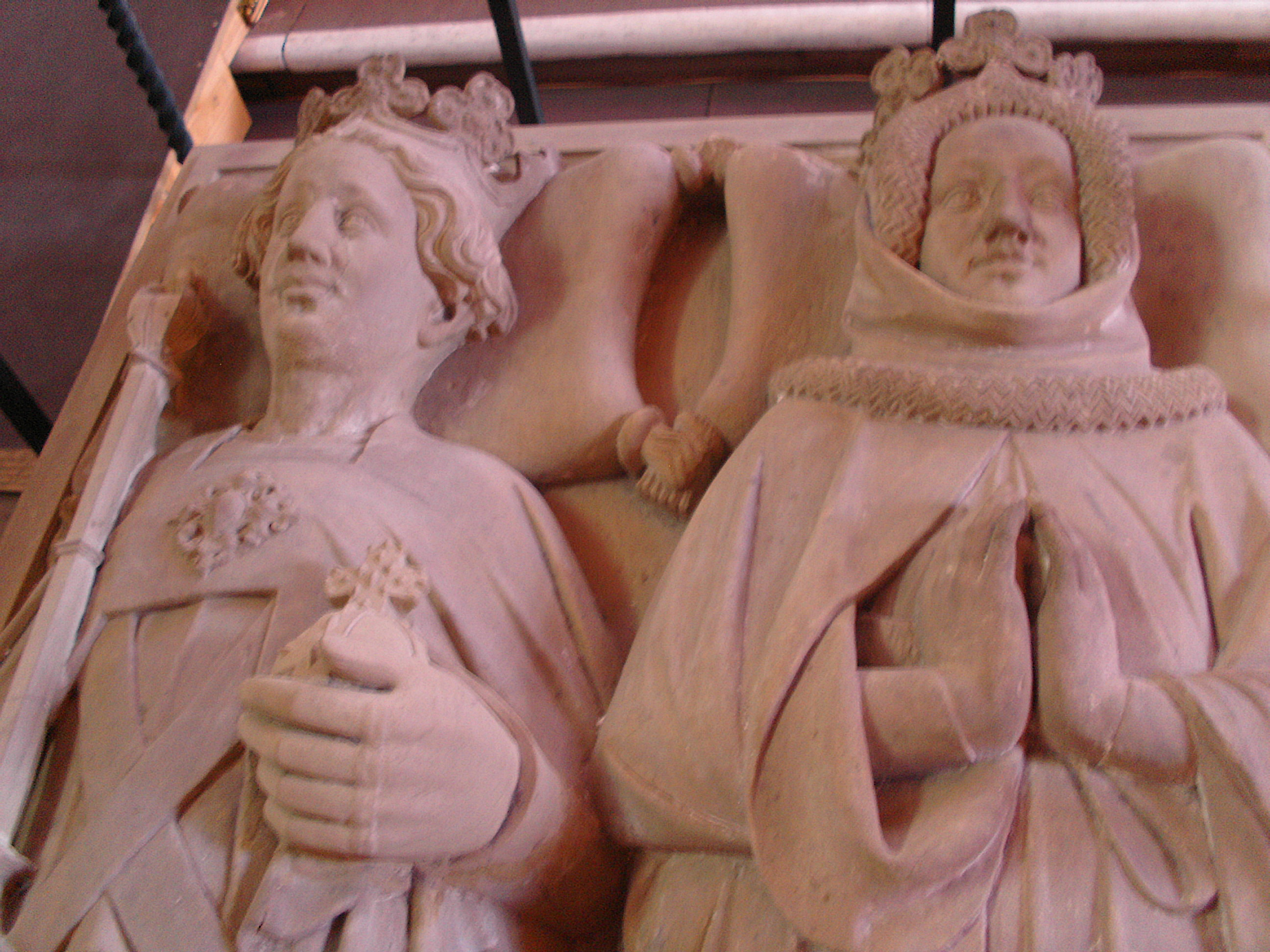
Roberto y su esposa Isabel de Núremberg, detalle de su tumba en la iglesia del Espíritu Santo, Heidelberg.

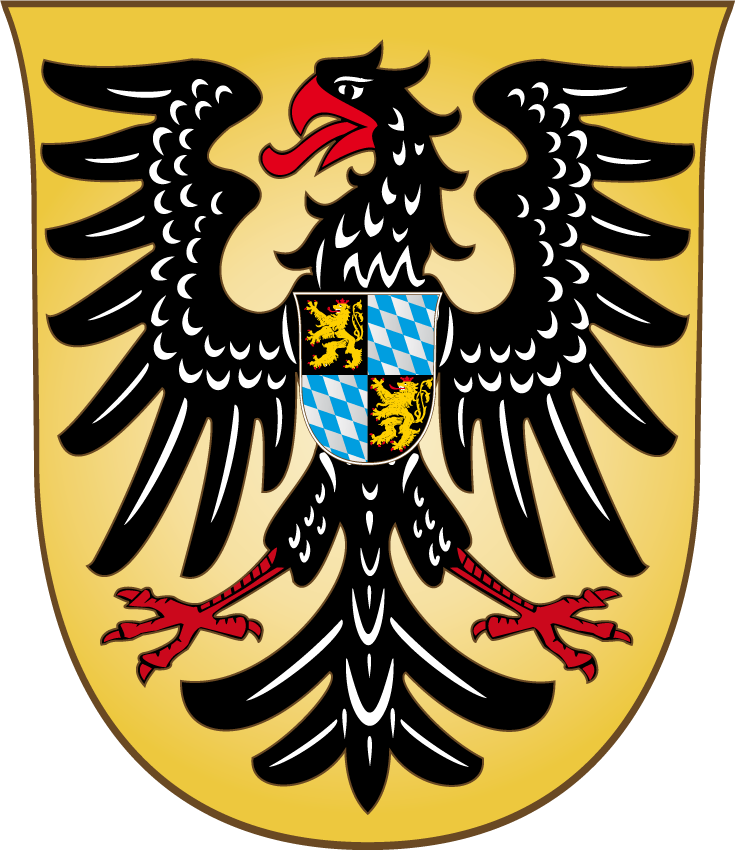
Escudo imperial de Roberto del Palatinado.

Roberto III pertenecía a la Familia Wittelsbach (Amberg, 5 de mayo de 1352-Castillo Landskron en Oppenheim, 18 de mayo de 1410) y sucedió a su padre Roberto II como Roberto III, conde palatino del Rin (Palatinado) desde 1398 y fue desde 1400 rey de Romanos.

## Biografía
Roberto era hijo del Elector Roberto II del Palatinado y su esposa Beatriz de Aragón-Sicilia. Varias fuentes mencionan Amberg como el lugar de nacimiento del príncipe. El sacerdote dominico y cronista religioso John Meyer (1422-1482) por otra parte, proporciona el Monasterio Liebenau en Worms. Allí, vivía su abuela viuda Irmengard de Oettingen (esposa de Adolfo el honesto) como monja y la madre de Roberto, Beatriz de Aragón-Sicilia, a menudo se quedaba con ella. Aquí en Worms también fue hasta los 7 años educado por su abuela.
En 1374 se casó con Isabel de Núremberg (1358-1411), desde 1385 hasta 1386 emprendió un Viaje en Prusia. Junto con el Arzobispo de Maguncia, Juan II de Nassau, Roberto se puso a la cabeza de los cuatro príncipes-electores que se reunió en la Fortaleza de Lahneck en Oberlahnstein el 20 de agosto de 1400 y declararon depuesto al rey Wenceslao de Luxemburgo. Al día siguiente, los mismos cuatro electores se reunieron en Rhens a votar por Roberto como el próximo rey de Alemania, por lo tanto la mayoría del colegio incluyendo el propio voto del Elector Palatino. La ciudad de Fráncfort del Meno había sido cancelada para ser el lugar de elección debido al rechazo a su candidatura. La elección fue seguida de la coronación de Roberto en Colonia por el arzobispo Federico III de Saarwerden el 6 de enero de 1401.
Al carecer de una sólida base de poder en el Imperio, su gobierno permaneció impugnada por la poderosa Casa de Luxemburgo, aunque el propio Wenceslao no tomó ninguna acción para recuperar su título. Después que Roberto había ganado cierto reconocimiento en el sur de Alemania, hizo una expedición al reino de Italia, donde esperaba recibir la corona imperial y aplastar el imperio de Gian Galeazzo Visconti en el próspero Ducado de Milán. En el otoño de 1401 cruzó los Alpes, pero sus tropas, controladas antes de Brescia, se dispersaron y en 1402 Roberto, demasiado pobre para continuar la campaña, tuvo que regresar a Alemania.
La noticia de este fracaso aumenta el desorden en Alemania, pero el rey se encontró con un cierto éxito en sus esfuerzos por restaurar la paz. Se ganó el apoyo de Inglaterra, por el matrimonio de su hijo Luis con Blanca, la hija del rey Enrique IV en 1401 y en octubre de 1403 fue reconocido por el papa Bonifacio IX. Sin embargo, fue sólo la indolencia de Wenceslao que impedía su derrocamiento, y después de los intentos de ampliar su alodio habían causado conflictos con varios estados dirigido por el arzobispo de Maguncia en 1406, Roberto se vio obligado a hacer ciertas concesiones. La pelea se complicó por el cisma papal, pero el rey estaba empezando a hacer algunos avances cuando murió en su castillo de Landskrone cerca de Oppenheim en 18 de mayo de 1410 y fue enterrado en la iglesia del Espíritu Santo en Heidelberg. Sus logros le valieron el apellido clemens. Le sucedió como conde palatino por su hijo Luis III.

## Matrimonio e hijos
El contrajo matrimonio en Amberg, el 27 de junio de 1374 con Isabel de Núremberg, hija de Burgrave Federico V de Hohenzollern y de Isabel de Meissen. Ellos tuvieron los siguientes hijos:
1. Roberto Pipan (20 de febrero de 1375, Amberg-25 de enero de 1397, Amberg).
2. Margarita (1376-27 de agosto de 1434, Nancy), casada en 1394 con el duque Carlos II de Lorena.
3. Federico (ca. 1377, Amberg-7 de marzo de 1401, Amberg).
4. Luis III del Palatinado (23 de enero de 1378-30 de diciembre de 1436, Heidelberg).
5. Inés (1379-1401, Heidelberg), casada en Heidelberg un poco antes de marzo de 1400 con el duque Adolfo I de Cleves.
6. Isabel (27 de octubre de 1381-31 de diciembre de 1408, Innsbruck), casada en Innsbruck, el 24 de diciembre de 1407 con el duque Federico IV de Austria.
7. Conde Palatino Juan de Neumarkt (1383, Neunburg vorm Wald-13–14 de marzo de 1443).
8. Conde Palatino Esteban de Simmern-Zweibrücken (23 de junio de 1385-14 de febrero de 1459, Simmern).
9. Conde Palatino Otón I de Mosbach (24 de agosto de 1390, Mosbach-5 de julio de 1461)

| Predecesor: Roberto II | Elector Palatino 1398-1410 | Sucesor: Luis III                           |
| Predecesor: Wenceslao  | Rey de Romanos 1400-1410   | Sucesor: Segismundo contra Jobst de Moravia |